# جورج موير
جورج موير (بالإنجليزية: George Muir)‏ هو مدرب كرة قدم ولاعب كرة قدم بريطاني، ولد في 21 يناير 1940 في إستيرلينغ في المملكة المتحدة، وتوفي بنفس المكان في 13 ديسمبر 1999. لعب مع نادي بارتيك ثيسل ونادي دمبرتون.